# Schermen op de Paralympische Zomerspelen 2012 – Sabel mannen categorie B
Tijdens de Paralympische Zomerspelen 2012 in Londen was de discipline sabel mannen categorie B een van de disciplines binnen het onderdeel rolstoelschermen. De competitie werd gehouden in het ExCeL Centre op 6 september. In totaal namen 15 atleten uit 11 landen deel aan deze discipline.

## Formule
Er wordt eerst een pouleronde geschermd; deze bepaalt de klassering voor de rechtstreekse uitschakeling. De 10 beste schermers gaan door naar de achtste finale. Er wordt geschermd voor een derde plaats.

## Deelnemersveld
| Naam                   | Land        |
| ---------------------- | ----------- |
| Pierre Mainville       | Canada      |
| Marc Cratere           | Frankrijk   |
| Laurent François       | Frankrijk   |
| Emmanouil Bogdos       | Griekenland |
| Panagioitis Tritfyllou | Griekenland |

| Naam           | Land     |
| -------------- | -------- |
| Chik Sum Tam   | Hongkong |
| Alessio Sarri  | Italië   |
| Adrian Castro  | Polen    |
| Grzegorz Pluta | Polen    |
| Anton Datsko   | Oekraïne |

| Naam                 | Land             |
| -------------------- | ---------------- |
| Manfred Böhm         | Oostenrijk       |
| Alexander Kurzin     | Rusland          |
| Marat Yusupov        | Rusland          |
| Carlos Soler Marquez | Spanje           |
| Joseph Brison        | Verenigde Staten |

## Verloop

### Poulefase
| Speler           | Uitslag | Speler           |
| ---------------- | ------- | ---------------- |
| Alessio Sarri    | 5 – 0   | Manfred Böhm     |
| Anton Datsko     | 5 – 2   | Manfred Böhm     |
| Anton Datsko     | 5 – 2   | Marat Yusupov    |
| Emmanouil Bogdos | 2 – 5   | Marat Yusupov    |
| Emmanouil Bogdos | 5 – 3   | Alessio Sarri    |
| Anton Datsko     | 2 – 5   | Alessio Sarri    |
| Anton Datsko     | 5 – 1   | Emmanouil Bogdos |
| Emmanouil Bogdos | 5 – 2   | Manfred Böhm     |
| Marat Yusupov    | 5 – 1   | Manfred Böhm     |
| Alessio Sarri    | 4 – 5   | Marat Yusupov    |

| Speler               | Uitslag | Speler           |
| -------------------- | ------- | ---------------- |
| Marc Cratere         | 1 – 5   | Pierre Mainville |
| Carlos Soler Marquez | 2 – 5   | Pierre Mainville |
| Carlos Soler Marquez | 2 – 5   | Grzegorz Pluta   |
| Chik Sum Tam         | 2 – 5   | Grzegorz Pluta   |
| Chik Sum Tam         | 1 – 5   | Marc Cratere     |
| Carlos Soler Marquez | 2 – 5   | Marc Cratere     |
| Carlos Soler Marquez | 5 – 3   | Chik Sum Tam     |
| Pierre Mainville     | 5 – 3   | Chik Sum Tam     |
| Pierre Mainville     | 1 – 5   | Grzegorz Pluta   |
| Marc Cratere         | 3 – 5   | Grzegorz Pluta   |

| Speler                   | Uitslag | Speler           |
| ------------------------ | ------- | ---------------- |
| Alexandr Kurzin          | 2 – 5   | Laurent François |
| Panagiotis Triantafyllou | 2 – 5   | Laurent François |
| Panagiotis Triantafyllou | 4 – 5   | Adrian Castro    |
| Joseph Brinson           | 3 – 5   | Adrian Castro    |
| Joseph Brinson           | 3 – 5   | Alexandr Kurzin  |
| Panagiotis Triantafyllou | 5 – 3   | Alexandr Kurzin  |
| Panagiotis Triantafyllou | 5 – 0   | Joseph Brinson   |
| Joseph Brinson           | 1 – 5   | Laurent François |
| Adrian Castro            | 1 – 5   | Laurent François |
| Alexandr Kurzin          | 5 – 2   | Adrian Castro    |

### Eindfase
| Achtste finale | Achtste finale           | Achtste finale |  |  | Kwartfinale | Kwartfinale              | Kwartfinale |  |  | Halve finale | Halve finale   | Halve finale |  |           | Finale    | Finale         | Finale |
|                |                          |                |  |  |             |                          |             |  |  |              |                |              |  |           |           |                |        |
| 1              | Laurent François         |                |  |  |             |                          |             |  |  |              |                |              |  |           |           |                |        |
|                |                          |                |  |  |             | Laurent François         | 9           |  |  |              |                |              |  |           |           |                |        |
| 9              | Alexandr Kurzin          | 9              |  |  |             | Marc Cratere             | 15          |  |  |              |                |              |  |           |           |                |        |
| 8              | Marc Cratere             | 15             |  |  |             |                          |             |  |  |              | Marc Cratere   | 15           |  |           |           |                |        |
| 5              | Pierre Mainville         |                |  |  |             |                          |             |  |  |              | Marat Yusupov  | 13           |  |           |           |                |        |
|                |                          |                |  |  |             | Pierre Mainville         | 9           |  |  |              |                |              |  |           |           |                |        |
|                |                          |                |  |  |             | Marat Yusupov            | 15          |  |  |              |                |              |  |           |           |                |        |
| 4              | Marat Yusupov            |                |  |  |             |                          |             |  |  |              |                |              |  |           |           | Marc Cratere   | 8      |
| 3              | Anton Datsko             |                |  |  |             |                          |             |  |  |              |                |              |  |           |           | Grzegorz Pluta | 15     |
|                |                          |                |  |  |             | Anton Datsko             | 13          |  |  |              |                |              |  |           |           |                |        |
|                |                          |                |  |  |             | Alessio Sarri            | 15          |  |  |              |                |              |  |           |           |                |        |
| 6              | Alessio Sarri            |                |  |  |             |                          |             |  |  |              | Alessio Sarri  | 10           |  |           |           |                |        |
| 7              | Panagiotis Triantafyllou | 15             |  |  |             |                          |             |  |  |              | Grzegorz Pluta | 15           |  |           |           |                |        |
| 10             | Emmanouil Bogdos         | 11             |  |  |             | Panagiotis Triantafyllou | 9           |  |  |              |                |              |  | 3e plaats | 3e plaats | 3e plaats      |        |
|                |                          |                |  |  |             | Grzegorz Pluta           | 15          |  |  |              |                |              |  |           |           | Marat Yusupov  | 7      |
| 2              | Grzegorz Pluta           |                |  |  |             |                          |             |  |  |              |                |              |  |           |           | Alessio Sarri  | 15     |

## Eindrangschikking
| Plaats | Naam                     | Land             |
| ------ | ------------------------ | ---------------- |
| 1.     | Grzegorz Pluta           | Polen            |
| 2.     | Marc Cratere             | Frankrijk        |
| 3.     | Alessio Sarri            | Italië           |
| 4.     | Marat Yusupov            | Rusland          |
| 5.     | Laurent François         | Frankrijk        |
| 6.     | Anton Datsko             | Oekraïne         |
| 7.     | Pierre Mainville         | Canada           |
| 8.     | Panagiotis Triantafyllou | Griekenland      |
| 9.     | Alexandr Kurzin          | Rusland          |
| 10.    | Emmanouil Bodgos         | Griekenland      |
| 11.    | Adrian Castro            | Polen            |
| 12.    | Carlos Soler Marquez     | Spanje           |
| 13.    | Chik Sum Tam             | Hongkong         |
| 14.    | Joseph Brinson           | Verenigde Staten |
| 15.    | Manfred Böhm             | Oostenrijk       |